# AVS-36

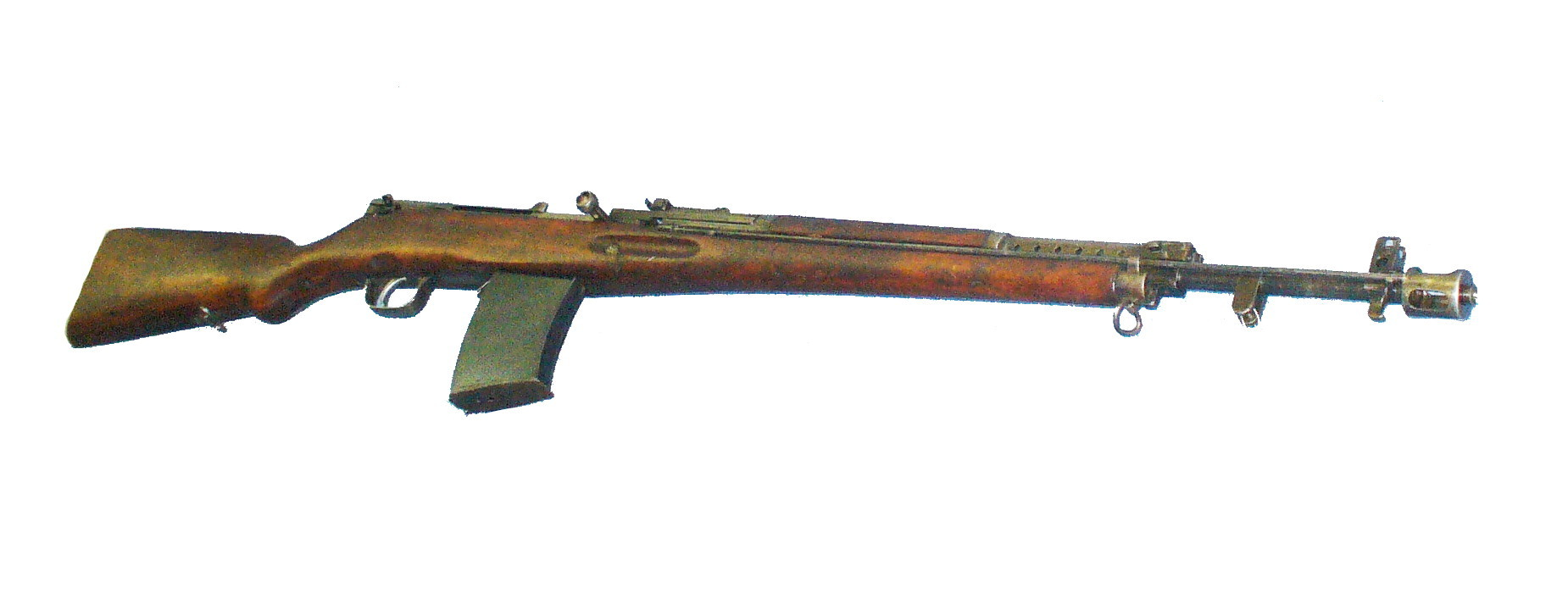
AVS-36 com carregador de caixa

O AVS-36 (de Avtomaticheskaya Vintovka Simonova 1936 model; em russo:  Автоматическая винтовка Симонова образца 1936 года (АВС-36)) foi um fuzil automático soviético que viu-se em serviço nos primeiros anos da Segunda Guerra Mundial. Foi dos primeiros fuzis de infantaria de fogo seletivo (capazes de fogo único e totalmente automático) formalmente adotados para o serviço militar.
O designer Sergei Gavrilovich Simonov, começou seu trabalho com um fuzil auto-carregado a gás em 1930. O primeiro protótipo estava pronto em 1931 e parecia promissor. Três anos depois, um lote experimental de um design melhorado foi feito. Em 1935, realizou-se uma competição entre o protótipo de Simonov e um fuzil feito por Fedor Tokarev. O fuzil Simonov emergiu como vencedor e foi aceito em serviço como o AVS-36. O AVS-36 era um fuzil a gás com curso de pistão curto e bloqueio de deslize vertical. Era capaz de fogo automático e semi-automático. O barril estava equipado com um grande freio focinho para reduzir o retrocesso. A munição suportava 15 balas. Uma faca baioneta foi acoplada no fuzil. Uma versão de precisão foi produzida em pequenas quantidades com uma luneta PE. O AVS-36 foi visto pela primeira vez em público no desfile de maio de 1938 em Moscou, quando foi exibido pela 1ª Divisão de Rifle. O público americano tomou conhecimento quando foi abordado em uma edição de agosto de 1942 do jornal americano Infantry Journal, em um artigo de John Garrett Underhill, Jr.
Simonov mais tarde desenharia um fuzil antitanque, o PTRS-41 e a carabina SKS, o qual empregava uma operação de disparos e recargas mais simples.